# Chuck Jones
Charles Martin "Chuck" Jones (Spokane, Washington, 1912. szeptember 21. – Newport Beach, Corona Del Mar, Kalifornia, 2002. február 22.) Oscar-díjas amerikai animátor, forgatókönyvíró, rajzfilmes, producer és filmrendező, főleg Looney Tunes és Merrie Melodies (hazánkban mindkettőt Bolondos dallamok néven ismerhetjük) filmeket készített a Warner Brothers stúdiónak. Több klasszikus Tapsi Hapsi, Dodó Kacsa, Kengyelfutó Gyalogkakukk és Prérifarkas, Szilveszter és Csőrike és Pepé Le Pew-filmet rendezett, leghíresebb alkotásait, a Duck Amuck-ot, a One Froggy Eveninget és a What's Opera, Doc?-ot felvették az amerikai filmek hivatalos jegyzékébe (National Film Registry). Nevéhez fűzödik a Vadászat Trilógia is (Rabbit Fire, Rabbit Seasoning és Duck! Rabbit! Duck!, 1951-1953).
1962-ben távozott a Warnertől, és elindította a Sib Tower 12 Productions-t az MGM stúdiónál, ahol egy új Tom és Jerry sorozatot készített, és két Dr. Seuss tv-adaptációt, a Grincset és a Hortont. Később önálló vállalkozást indított Chuck Jones Productions névvel, ahol nem visszatérő szereplőkre apelláló rajzfilmeket készített, illetve néha-néha szabadúszóként egy-egy Looney Tunes epizódot.

## Fiatalkora
Jones Spokane-ben, Washingtonban született 1912. szeptember 21-én. A család nem sokkal később Los Angeles-be költözött.
Önéletrajzában, a Chuck Amuckban leírja, hogy művészi hajlamait apjának köszönheti, aki egy sikertelen üzletember volt a húszas évek Kaliforniájában. Irodaszereket és ceruzákat árult cégeknek, de mikor az üzlet elbukott, a rakományt fiának adta s megkérte, élje fel őket mihamarabb. Mivel a fiú végtelen tartalékokkal rendelkezett remek minőségű ceruzákból és papírokból, rengeteget rajzolt. Később, egy művészeti iskolában a tanár elmagyarázta a nebulóknak, hogy ahhoz, hogy elkészülhessen egy értékelhető rajz, előtte legalább 100.000 rossz képet kell készíteni. Jones fellélegzett, mivel már a 200.000-et is átlépte. Jones és testvérei emiatt lettek grafikusok.
Miután elvégezte a Choinard Art Institute-ot, Jones számos, nem túl jelentős munkát vállalt a rajzfilmiparban. Ub Iwerks stúdiójában a grafikákat rajzolta át tussal, és asszisztens volt Walter Lantz mellett. Iwerks stúdiójában találkozott későbbi feleségével, Dorothy Websterrel, aki a képeket festette.

## Warner Bros.
Chuck Jones belépett a Leon Schlesinger Productions-höz, a független stúdióhoz, ami Looney Tunes és Merrie Melodies-rajzfilmeket gyártott a Warner Brothers-nek. Asszisztens animátor lett 1933-ban. 1935-ben animátorrá léptették elő, és dolgozhatott az új rendezővel, Tex Avery-vel. Az Avery-csapatnak nem volt elég hely Schlesinger apró stúdiójában, ezért kiutaltak nekik egy saját épületet, amit később csak "Termite Terrace"-ként emlegettek. Miután Bob Clampett 1937-ben rendező lett, Jones bekerült a csapatába; itt Jones korábbi főnökével, Ub Iwerks-szel kellett dolgozniuk, ugyanis ő ekkoriban gyártott le négy rajzfilmet Schlesingernek. Jones 1938-ban rendező lett (akkoriban ezt a pozíciót "supervisor"-nak hívták), miután Frank Tashlin elhagyta a stúdiót. Első filmje a The Night Watchman, főszereplője egy aranyos kiscica, aki később Sniffles-szé, az egérré inkarnálódott.
Jones harmincas évekbeli és negyvenes évek eleji művei részletgazdag animációval bírtak, de a közönség és a Schlesiger-csapat hiányolta belőlük a humort. Az "aranyosságot" Jones a korabeli Disney-filmekből merítette (ez látható a Tom Thumb in Trouble című filmen és a Sniffles-sorozaton). Jones ezzel a korszakával az 1942-es The Dover Boys-szal szakított. Jones úgy fogalmazott, hogy ekkor tanulta meg, "hogy kell viccesnek lenni". A The Dover Boys volt ezen felül az első amerikai rajzfilm, ami szakított a Disney-szerű realisztikus ábrázolással, s helyette stilizált grafikával bírt. Ekkoriban Jones több olyan karaktert is alkotott, akik nem lettek híresek, például Charlie a kutya, Hubie és Bertie illetve a három medve. Ettől függetlenül az ő szereplésükkel operáló filmeket tekintik az elsőknek, amelyekben megtalálható Jones sajátos humora.
A második világháború éveiben Jones Theodor Geisellel (ismertebb nevén Dr. Seuss-szal) dolgozott a Private Snafu című sorozaton, ami egy kimondottan katonáknak szóló széria volt. A Private Snafu több témában is tanítójellegű volt. Jones később számos Dr. Seuss-adaptációt is készített, leghíresebb közülük az 1966-os Grincs.
Emellett a The Weakly Reporter sorozatba is rendezett rövidfilmeket 1944-ben. Ugyanebben az évben készítette a Hell-Bent for Election-t, Franklin D. Roosevelt kampányfilmjét.
Kevesen tudják, hogy az Angel Puss-t is rendezte, amiben afro-amerikaiak tűnnek fel. Ezt cenzúrázták, és manapság semmilyen hivatalos jegyzékben nem szerepel.
Jones a negyvenes évek végén volt a csúcson, és sikerszériája az ötvenes években is folytatódott. Ekkor alkotta meg legendás karaktereit, Claude macskát, Marc Antony-t és Pussyfootot, Michigan J. Frogot, Pepe LePew-t, a Gyalogkakukkot, és Wile E. Coyote-ot, azaz Prérifarkast. Ekkor készültek el (a Michael Maltese által írt Gyalogkakukk-filmeken kívül) olyan mestermunkák, mint a Duck Amuck, a One Froggy Evening és a What's Opera, Doc?. Kritikusok napjainkban ezeket a filmeket tartják minden idők legjobb rajzfilmjeinek.
Jones csapata ekkoriban Michael Maltese íróból, Maurice Noble rajzoló/háttérfestő/társrendezőből, Abe Levitow társrendező/animátorból és Ken Harris illetve Ben Washam animátorokból állt.
1950-ben Jones és Maltese elkezdték a Rabbit Fire készítését, ami megváltoztatta Dodó Kacsa személyiségét. A bolondos kacsából egy örökké morgó, egoista primadonna lett, aki állandóan Tapsi Hapsi babérjaira akar törni. Jones így jellemezte a figurákat: "Tapsi, aki szeretnénk lenni, Dodó, aki vagyunk.".
Jones a Warner Bros.-nál maradt az ötvenes években is, leszámítva egy időszakot 1953-ban, mikor a Warner bezáratta az animációs stúdiót. Jones a Walt Disney Pictures-höz ment, és összeállt Ward Kimballal négy hónapra, hogy segítse a Csipkerózsika készítését (Jones nincs feltüntetve a stáblistán). Miután a Warner animációs divíziója ismét megnyílt, Jones visszatért.
A hatvanas évek elején Jones és felesége, Dorothy írták az egész estés Gay Purr-ee forgatókönyvét. A film szinkronját Judy Garland, Robert Goulet és Red Buttons készítették, párizsi macskáknak kölcsönözve hangjukat. A filmet a UPA stúdió készítette, és a korábbi Warneres Abe Levitow rendezte. Jones ezzel megszegte szerződését a Warnerrel. A film 1962-ben került bemutatásra, és Jones szerencsétlenségére a Warner kezdte forgalmazni. Mikor kiderült Jones szerződésszegése, kirúgták a stúdiótó. Jones csapatát is szélnek eresztették a The Iceman Ducketh befejezése után, majd az egész stúdió megszűnt 1963-ban. (Jones többször is állította, hogy ez amiatt történt, mert a Warner végül belátta, hogy ők nem Mickey egér rajzfilmeket készítenek).

## Jones szabadúszóként
Üzlettársával, Les Goldmannel Jones elindította a független stúdiót, a Sib Tower 12 Productionst, s felvette a korábbi Warneres csapatát, többek közt Maurice Noble-t és Michael Maltese-t. 1963-ban a Metro-Goldwyn-Mayer megállapodott velük, hogy Jones és csapata készítsen egy teljesen új Tom és Jerry-sorozatot. 1964-ben a Sib Tower 12 beolvadt az MGM-be, s új neve MGM Animation/Visual Arts lett. Jones animációs rövidfilmje, a The Dot and the Line: A Romance in Lower Mathematics 1965-ben Oscart nyert. Másik rövidfilmje a The Bear That Wasn't volt.
Miután 1967-ben megszűnt az új Tom és Jerry, Jones a televízióhoz került. 1966-ban készítette a Grincset Boris Karloff hangjával. Később olyan tv-filmek fűződtek a nevéhez, mint a Horton Hears a Who!, majd belevágott első mozifilmjébe, a The Phantom Tollbooth-ba, ami egy Walt Kelly-képregény adaptációja volt, s amelyben Jones Porky Pine és Bun Rab karakterének a hangját is kölcsönözte.
Az MGM animációs divíziója 1970-ben bezárt, és Jones ismét egy önálló stúdiót alapított Chuck Jones Productions névvel. Ebben szombat reggeli rajzfilmsorozatokat gyártott az ABC számára, például a Curiosity Shopot 1971-ben. 1973-ban elkészítette George Selden könyve nyomán a The Cricket in Times Square-t, és annak két folytatását. Legfontosabb munkái ebből a korszakból három Rudyard Kipling-adaptációja, a Dzsungel Könyve, a Maugli testvérei és a The White Seal, s ezek mellett a Rikki-Tikki-Tavi című film. Jones 1976-ban visszatért a Warnerhez, debütáló filmje pedig a Bugs and Daffy's Carnival of the Animals volt Tapsi Hapsival és Dodó Kacsával. Ezenfelül Jones készítette az 1979-es The Bugs Bunny/Road Runner Movie-t is, ami egy gyűjtemény volt a legjobb klasszikus rövidfilmekből. Jones újabb Gyalogkakukk epizódokat is csinált a The Electric Company című sorozat, a Bugs Bunny's Bustin' Out All Over és a Bugs Bunny's Looney Christmas Tales számára.
1977 és 1978 között alkotta a független képregényét Crawford címmel (más nevén Crawford & Morgan) a Chicago Tribune-NY News Syndicate számára.
1978-ban Jones felesége, Dorothy elhunyt; három évvel később összeházasodott Marian Dernnel, a Rick O'Shay képregény írójával.

## Későbbi évek
A nyolcvanas-kilencvenes években Jones festményeket adott el galériáknak lányának cégén keresztül. Emellett kreatív konzultánsa és karakterdizájnere volt az első Alvin és a Mókusok karácsonyi különkiadásnak (A Chipmunk Christmas). Az interneten új rajzfilmeket tett közzé egy eddig ismeretlen, Thomas Timberwolf nevű karakter főszereplésével. Egy cameo-szerepben feltűnt az 1984-es Szörnyecskék című filmben, és megrendezte a Szörnyecskék 2 számára a Dodós és Tapsis jeleneteket 1990-ben. Ezenfelül több filmhez is készített animációs részeket, ilyen a Stay Tuned és az 1993-as Mrs. Doubtfire. Jones nem szerette a modern rajzfilmeket, a Hanna-Barbera televíziós rajzfilmjeit többízben is "illusztrált rádiónak" nevezte.
1988-ban Jones segédkezett a Londoni Museom of the Moving Image megalapításában, s több napot töltött azzal, hogy egy üldözési jelenetet a múzeum magas falaira fessen.
1993-ban munkásságáért tiszteletbeli oklevelet kapott az Oglethorpe University-től.
Utolsó éveiben Jones volt a Termite Terrace legemblematikusabb veteránja, előadásokat tartott az animátorok új generációjának. Hatásai olyan mainstream rajzfilmeken érezhetőek, mint az Eszeveszett birodalom és a Lilo és Stitch, a Csillagkutya.
Életművéért Jones saját csillagot kapott a hollywoodi Hírességek Sétányán.
Jones-t életében nyolcszor jelölték Oscarra (háromszor nyert, a For Scent-imental Reasons-ért, a So Much for So Little-ért és a The Dot and the Line-ért), s 1996-ban életműdíjban is részesült az Akadémia vezetésének részéről "klasszikus rajzfilmjeiért és olyan animált karakterekért, akik megédesítették életünket közel ötven éven keresztül". A díjat Robin Williams adta át, s a "rajzfilmek Orson Welles-ének" nevezte Jones-t.
Jones utolsó Looney Tunes rajzfilmje az 1996-os From Hare to Eternity (főszerepben Tapsi Hapsi és Yosemite Sam, azaz Handa Bandi, ahol Tapsit Greg Burson szinkronizálta. A film Friz Freleng emlékére volt dedikálva, aki 1995-ben hunyt el. Utolsó Gyalogkakukk-filmje a Chariots of Fur 1994-ből.
Jones, az utolsó élő "Termite Terrace"-os rendező szívelégtelenség következtében hunyt el 2002-ben. Hamvait a tengerbe szórták. Az amerikai Cartoon Network harminc másodpercen keresztül mutatta Jones portréját "Hiányozni fogsz - Cartoon Network" felirattal, majd egy négy órás összeállítás következett a The Looney Tunes Show-ból, benne Chuck Jones leghíresebb munkáival.
A Daffy Duck for President című Looney Tunes film Jones könyve alapján készült. Eredetileg 2000-ben akarták bemutatni, végül 2004-ben került adásba.

## Rövid lista Jones néhány művéből
- Play Safe (1936)
- The Night Watchman (Éjjeliőr) (1938, his first)
- Daffy Duck and the Dinosaur (Dodó és a kőkorszak) (1939)
- Naughty But Mice (1939, ebben jelent meg először Sniffles)
- Elmer's Candid Camera (Elmer fényképezni megy) (1940)
- Joe Glow, the Firefly (1941)
- The Draft Horse (1942)
- The Dover Boys (Dover fiúk az egyetemen) (1942)
- Fin N' Catty (1943)
- The Weakly Reporter (1944)
- Angel Puss(1944)
- Hell-Bent for Election (Franklin D. Roosevelt kampányfilmje, 1944)
- Fresh Airedale (1945)
- Fair and Worm-er (1946)
- A Pest in the House (1947)
- Scaredy Cat (Gömbi malac és az ijedős macska) (1948)
- Long-Haired Hare (A vájtfulű nyúl) (1949)
- For Scent-imental Reasons (Borzalom és érzelem) (1949)
- Fast and Furry-ous (A robogó randevú) (1949)
- So Much for So Little (1949, készült a Népegészségügyi szervezet számára)
- Rabbit of Seville (A sevillai nyúl) (1950)
- A "Vadászat Trilógia": Rabbit Fire (1951), Rabbit Seasoning (1952), és Duck! Rabbit! Duck! (1953)
- Feed the Kitty (1952)
- Duck Amuck (Dodó-dili) (1953)
- Duck Dodgers in the 24½th Century (Csoda-Dodó, a kozmikus kacsa) (1953)
- Bully for Bugs (A furfangos torreádor) (1953)
- Punch Trunk (1953)
- Feline Frame-Up (1954)
- Sheep Ahoy (1954)
- One Froggy Evening (Békadal) (1955)
- Double or Mutton (1955)
- Heaven Scent (1955)
- Rocket-Bye Baby (Marslakó a kisbabám) (1956)
- What's Opera, Doc? (Vérbeli opera) (1957)
- Scrambled Aches (Porrá és hamuvá) (1957)
- Robin Hood Daffy (Dodó kacsa, mint Robin Hood) (1958)
- Hook, Line and Stinker (Koccanásos balesetek) (1958)
- Hip Hip-Hurry! (1958)
- Hot-Rod and Reel! (Futó bolondságok) (1959)
- Wild About Hurry (1959)
- Fastest with the Mostest (1960)
- Hopalong Casualty (1960)
- High Note (1960)
- Ready, Woolen and Able (1960)
- Compressed Hare (1961)
- Zip 'N Snort (Kakukk-kukkolás) (1961)
- Lickety-Splat (1961)
- Beep Prepared (1961)
- Now Hear This (Most hallgass ide!) (1962)
- Zoom at the Top (1962)
- A Sheep in the Deep (Birka-türelem) (1962)
- Hare-Breadth Hurry (1963)
- War and Pieces (1964)
- Tom és Jerry (1964–1967)
- The Dot and the Line (1965)
- The Bear That Wasn't (1967)
- How the Grinch Stole Christmas! (TV-rajzfilm, 1966)
- Sesame Street (különböző rajzfilmszekvenciák, 1969)
- The Electric Company (1971)
- Horton Hears a Who! (TV-rajzfilm, 1970)
- The Phantom Tollbooth (egész estés mozifilm, 1970)
- Rikki-Tikki-Tavi (TV-rajzfilm, 1975)
- Raggedy Ann and Andy in The Great Santa Claus Caper (TV-rajzfilm, 1978)
- Raggedy Ann and Andy in The Pumpkin Who Couldn’t Smile (TV-rajzfilm, 1979)
- Soup or Sonic (1980)
- Chariots of Fur (1994)
- Another Froggy Evening (1995)
- Superior Duck (1996)
- From Hare to Eternity (1997)